# Brännträsket (Piteå socken, Norrbotten)
Brännträsket är en sjö i Piteå kommun och Älvsbyns kommun i Norrbotten och ingår i Piteälvens huvudavrinningsområde. Sjön har en area på 2,17 kvadratkilometer och ligger 271 meter över havet. Sjön avvattnas av vattendraget Brändån.

## Delavrinningsområde
Brännträsket ingår i det delavrinningsområde (728440-171015) som SMHI kallar för Utloppet av Brännträsket. Medelhöjden är 320 meter över havet och ytan är 15,84 kvadratkilometer. Det finns inga avrinningsområden uppströms utan avrinningsområdet är högsta punkten. Brändån som avvattnar avrinningsområdet har biflödesordning 3, vilket innebär att vattnet flödar genom totalt 3 vattendrag innan det når havet efter 110 kilometer. Avrinningsområdet består mestadels av skog (74 procent). Avrinningsområdet har 2,07 kvadratkilometer vattenytor vilket ger det en sjöprocent på 13,1 procent.